# Xenambyx
Xenambyx is een kevergeslacht uit de familie van de boktorren (Cerambycidae). De wetenschappelijke naam van het geslacht werd voor het eerst geldig gepubliceerd in 1879 door Bates.

## Soorten
Xenambyx is monotypisch en omvat slechts de volgende soort:
- Xenambyx lansbergei (Thomson, 1865)